# برگ و پیکانی

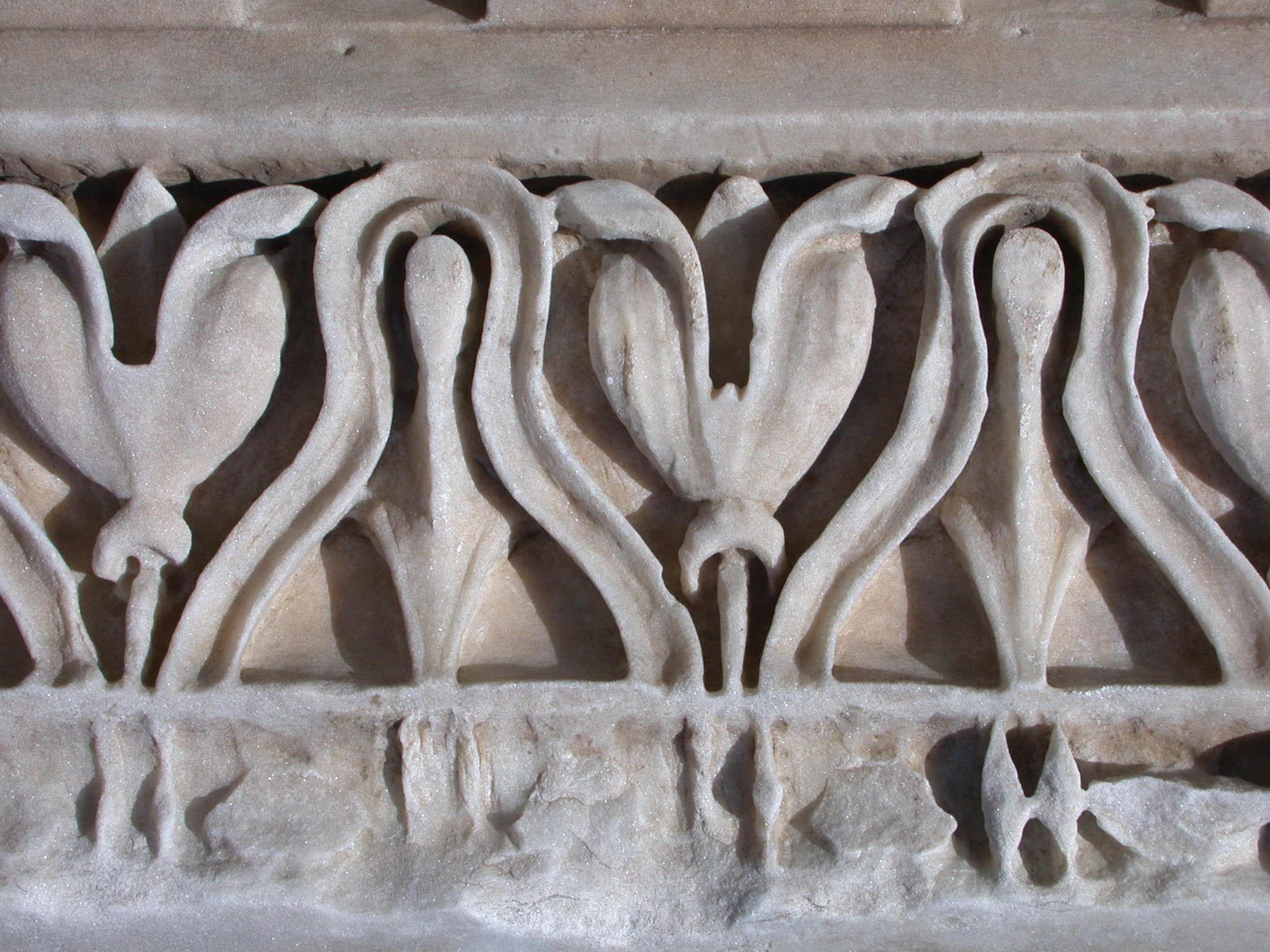
نقش برجسته با طرح برگ و پیکانی.

گچ‌بری برگ و پیکانی (raggi a cuori) یک نوع نقش تزئینی است که در معماری و هنرهای تزئینی استفاده می‌شود. این طرح شامل یک ردیف متناوب از برگ‌های نوک‌تیز (به شکل پیکان) و اشکال بیضی‌شکل یا تخم‌مرغی (به شکل برگ) است. این نقش معمولاً در افریزها، قرنیزها و سایر عناصر معماری یافت می‌شود و می‌تواند از جنس سنگ، چوب، گچ یا سایر مواد باشد.
گچ‌بری به سبک زنجیرهٔ برگ و پیکانی در معماری کلاسیک یونان و روم بسیار رایج بود و در دوره‌های بعدی نیز مورد استفاده قرار گرفت. این طرح به دلیل سادگی و ظرافت خود، همچنان در معماری و طراحی داخلی امروزی نیز محبوبیت دارد.

## نگارخانه

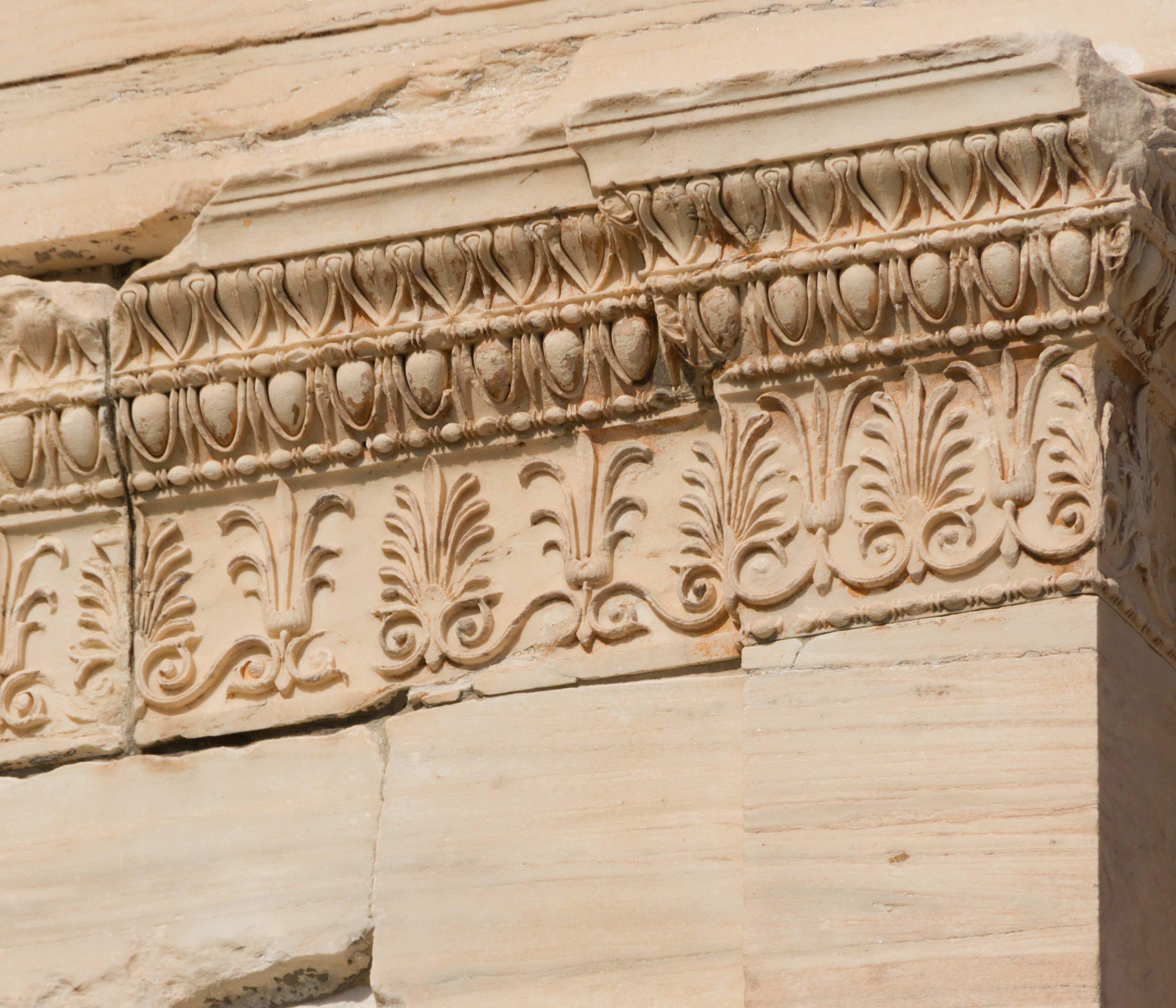
گچ‌بری برگ و پیکانی (درست بالای گچ‌بری تخم‌مرغی) در معبد ارختئوم، آتن، یونان، معمار یا پیکره‌ساز نامعلوم، ۴۲۱-۴۰۵ پیش از میلاد
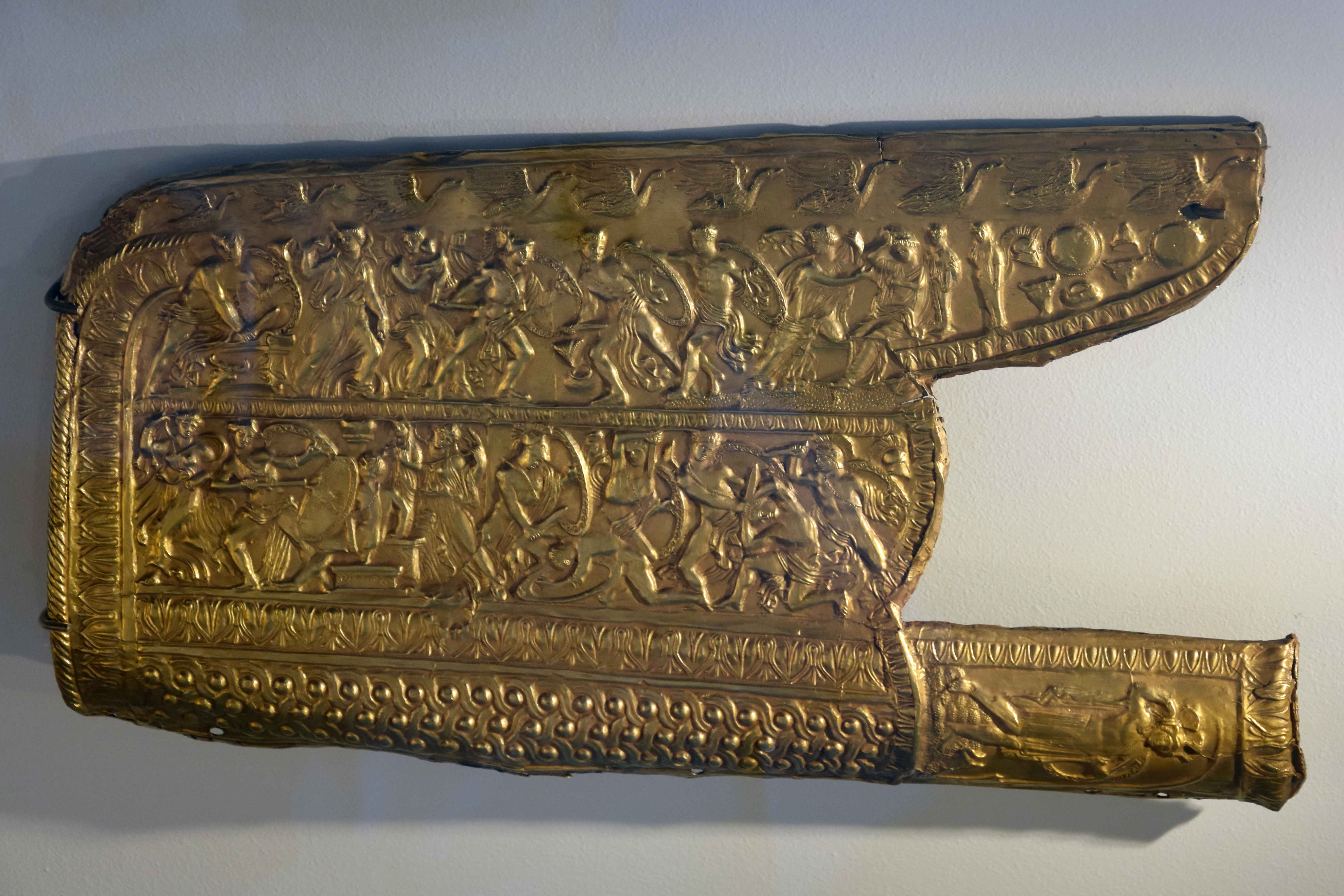
گچ‌بری برگ و پیکانی یونان باستان روی یک gorytos، ۴۰۰-۳۳۶ قبل از میلاد، نقره و طلا، موزه مقبره‌های سلطنتی آیگای، ورگینا، یونان
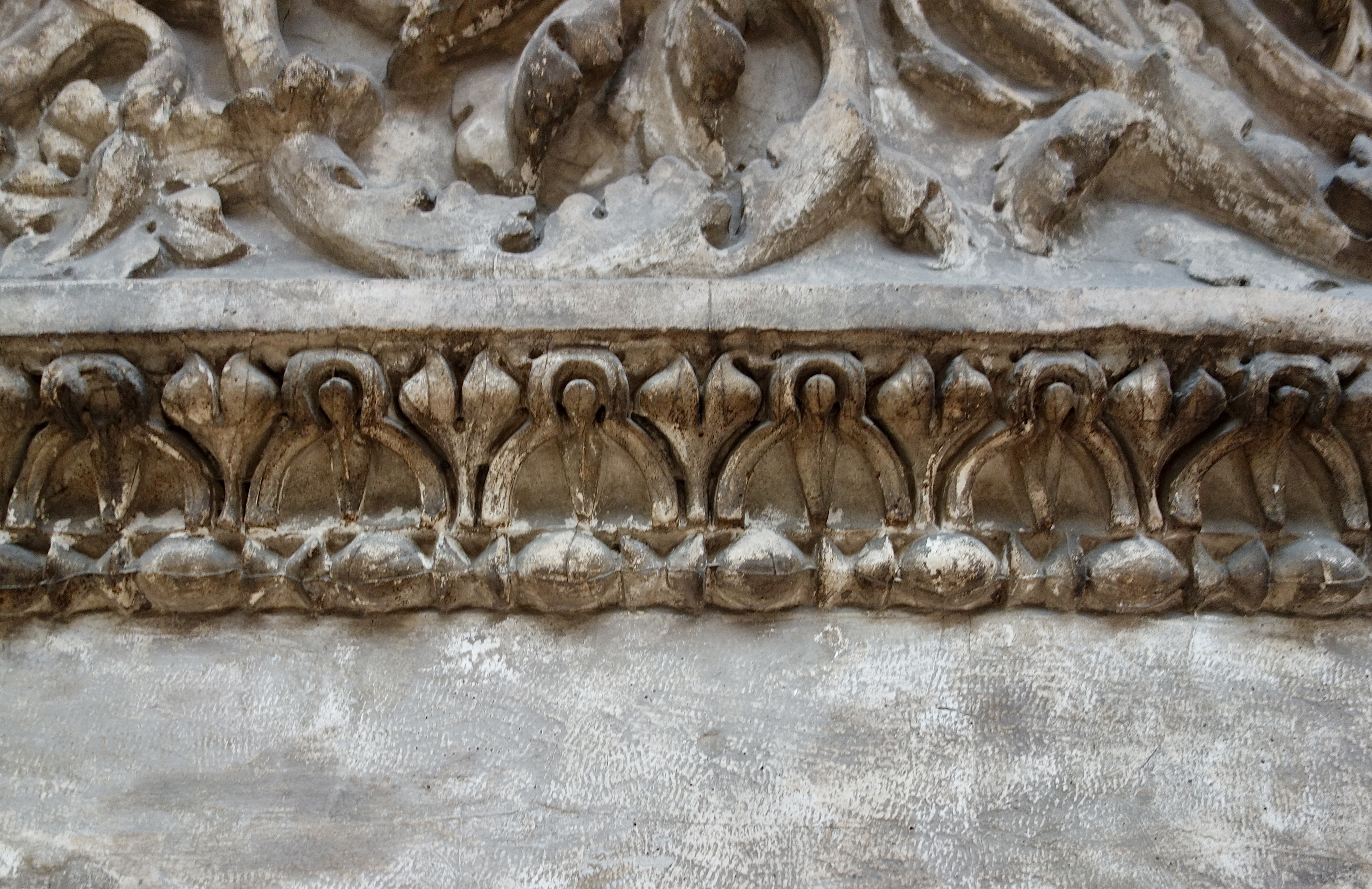
گچ‌بری برگ و پیکانی رومی از رواق معبد تراژان از پرگامون، ۱۳۰-۱۱۵ پس از میلاد، سنگ، موزه پرگامون، برلین
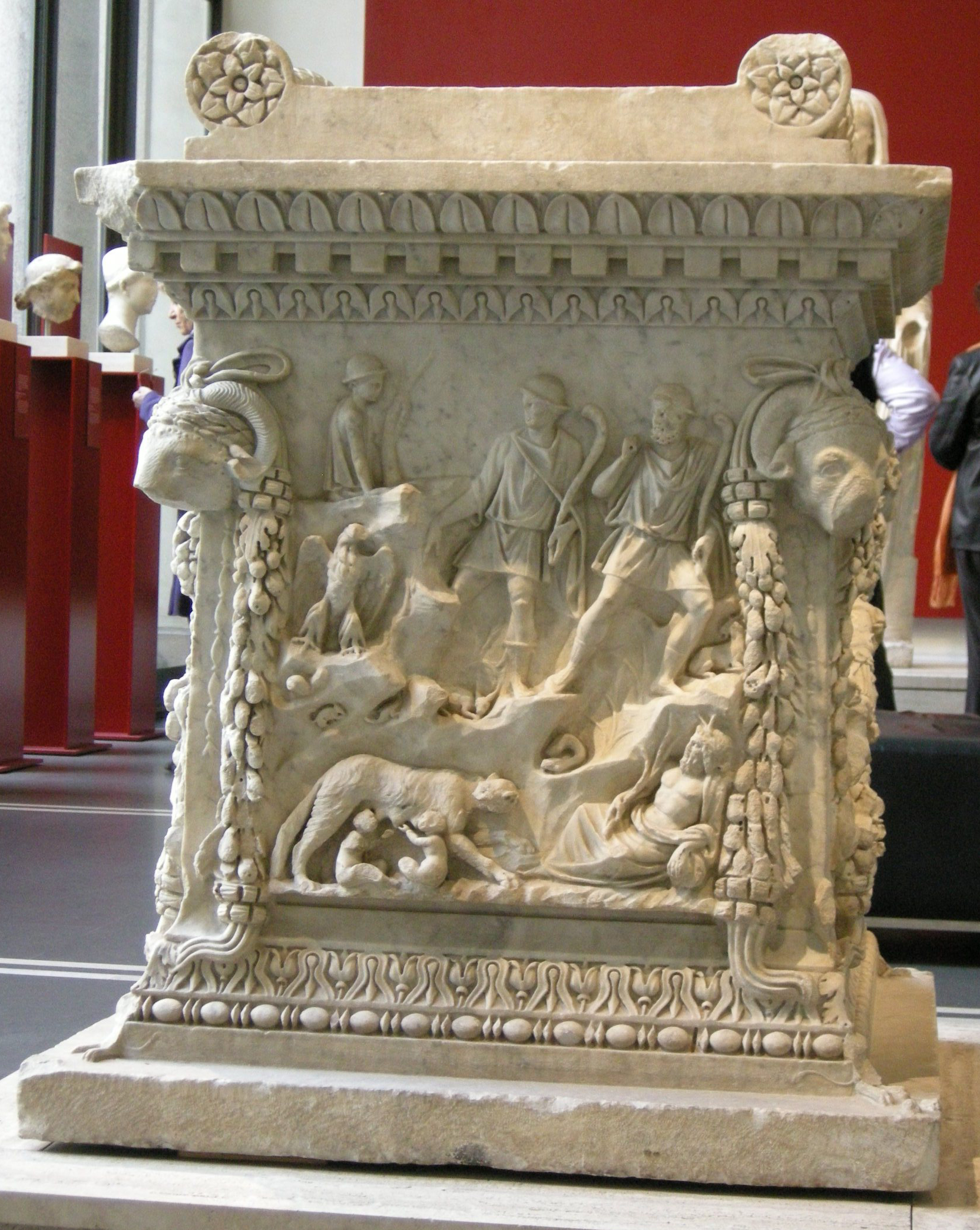
گچ‌بری برگ و پیکانی رومی بر روی محراب مارس و ونوس، ۱۲۴ پس از میلاد، مرمر، موزه ملی روم در پالازو ماسی، رم
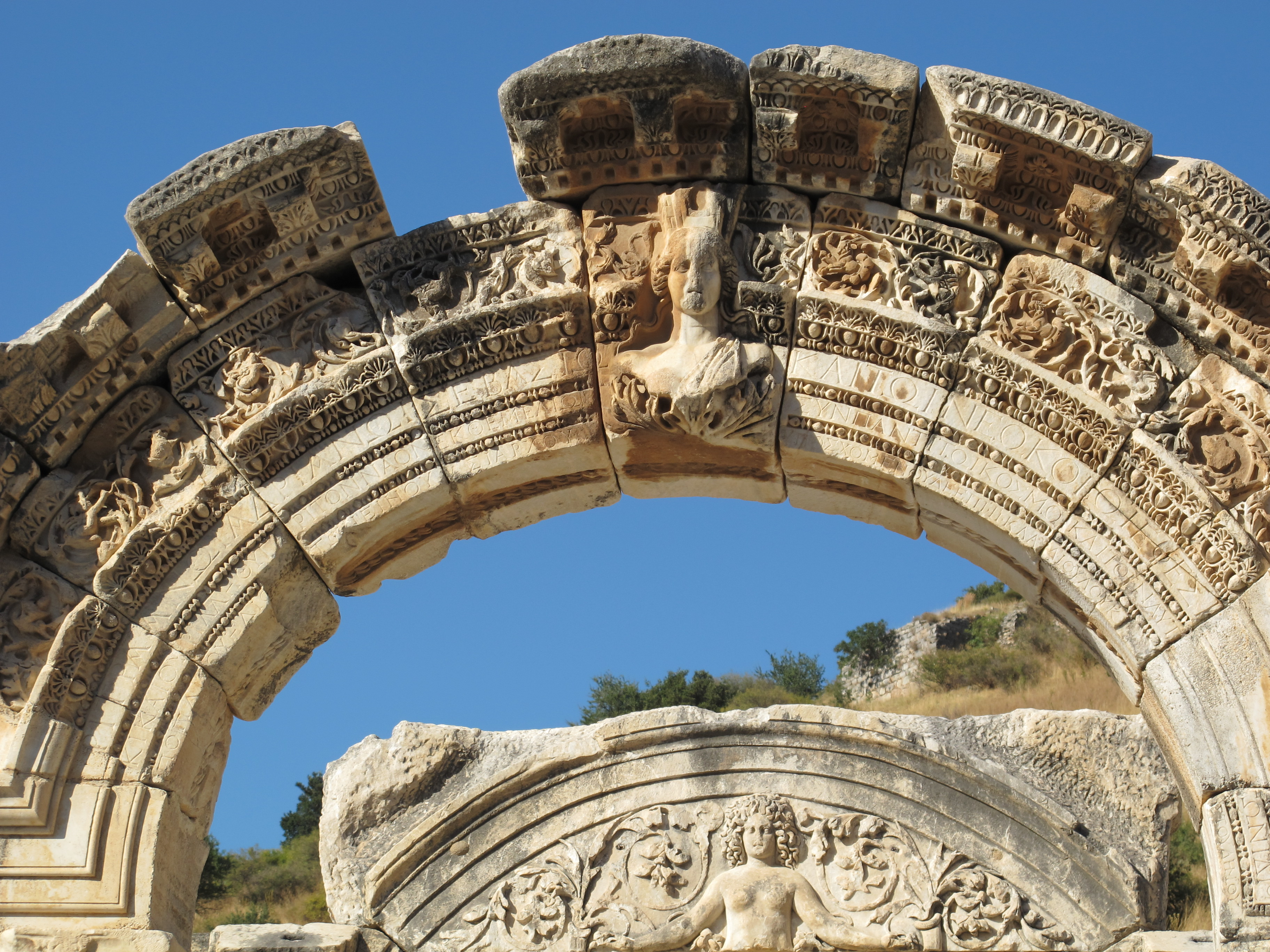
گچ‌بری برگ و پیکانی رومی درست در بالای رینسو و زیر دندانه‌کاری‌ها، در معبد هادریان، افسوس، ترکیه، معمار نامعلوم، ۱۳۸ پس از میلاد
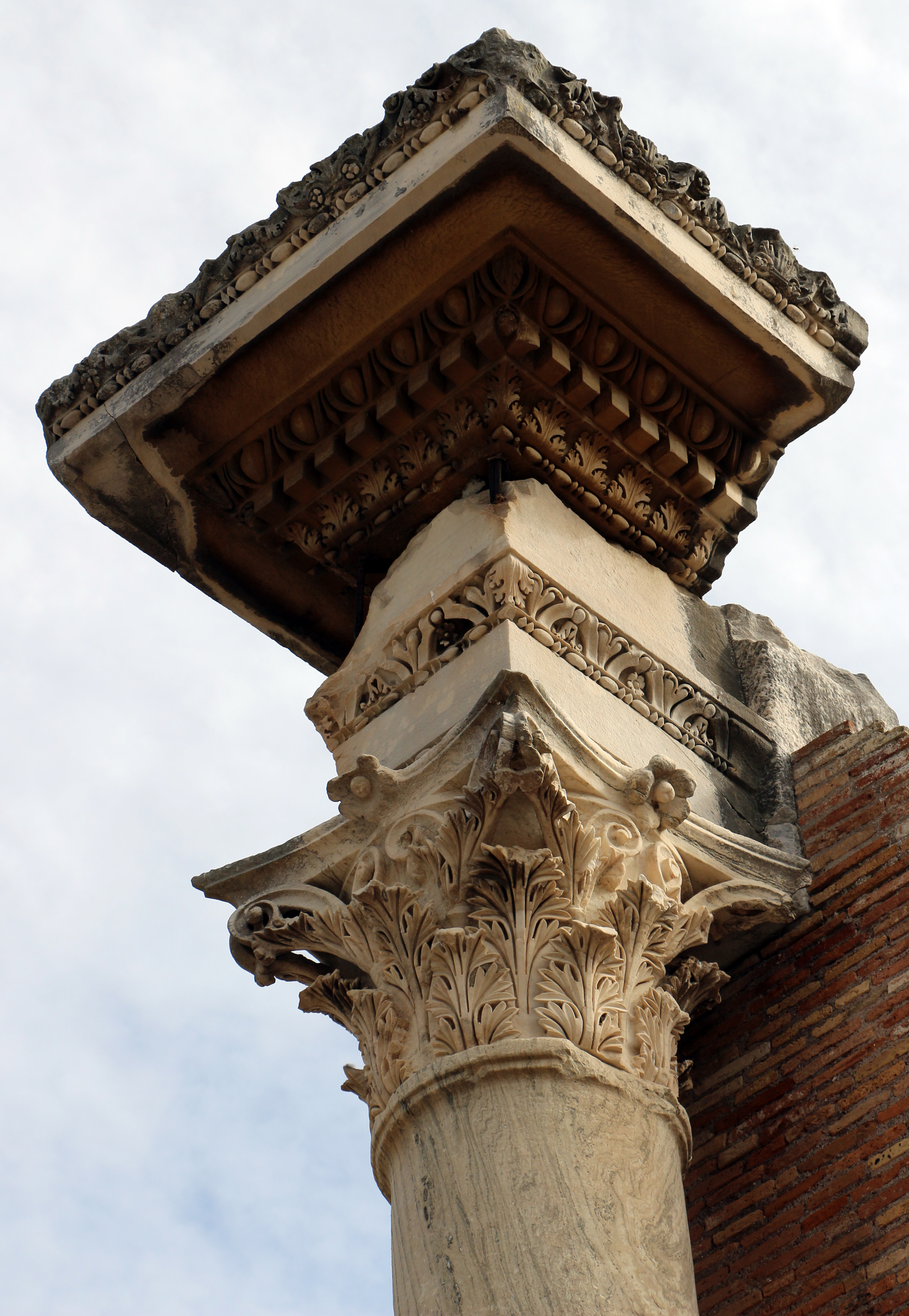
گچ‌بری برگ و پیکانی رومی روی سردر حمام‌های اوستیا، اوستیا آنتیکا، نزدیک اوستیا مدرن، جنوب غربی رم، معمار نامعلوم، تاریخ نامعلوم
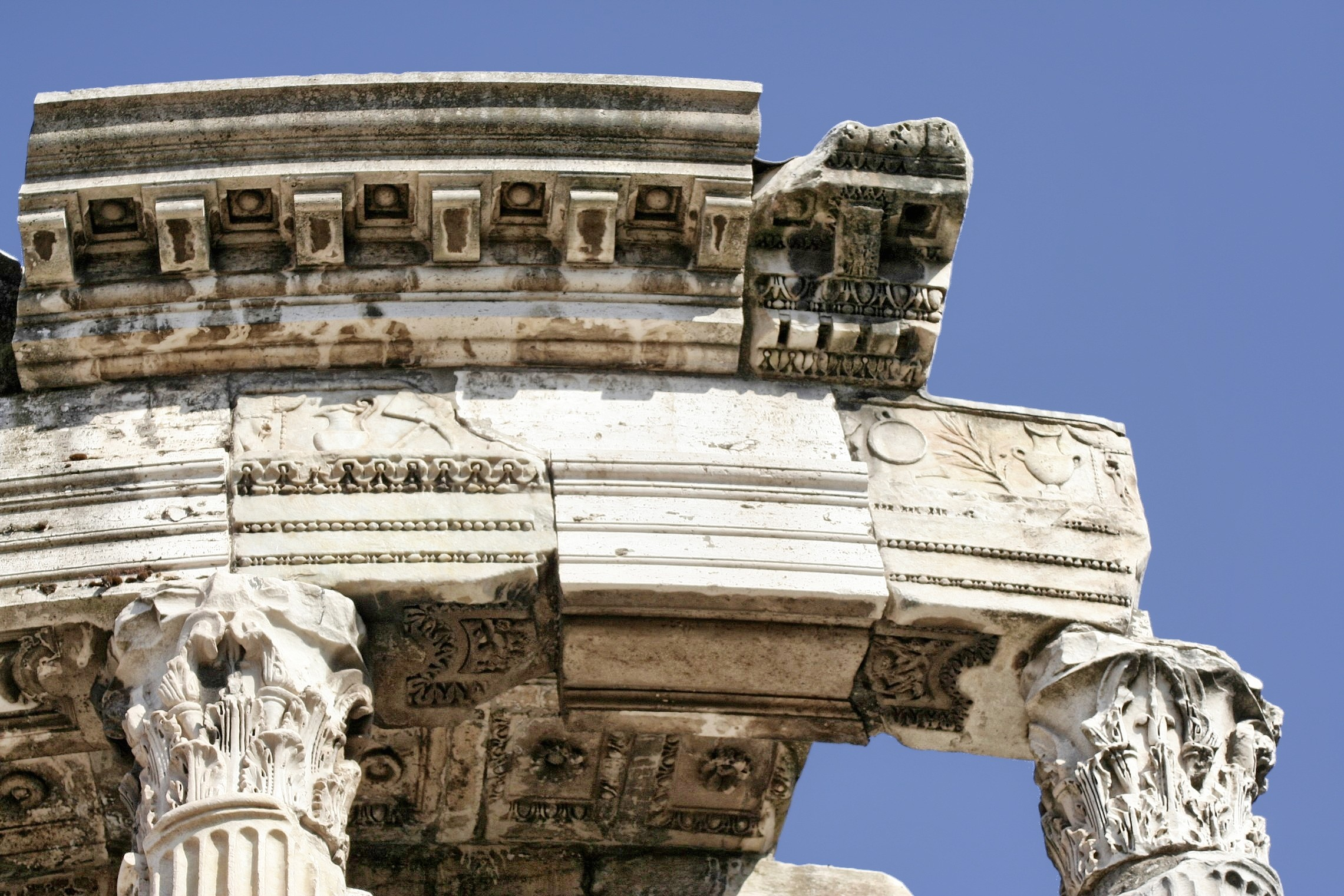
گچ‌بری برگ و پیکانی رومی بر روی سردر معبد وستا، رم، معمار نامعلوم، تاریخ نامعلوم
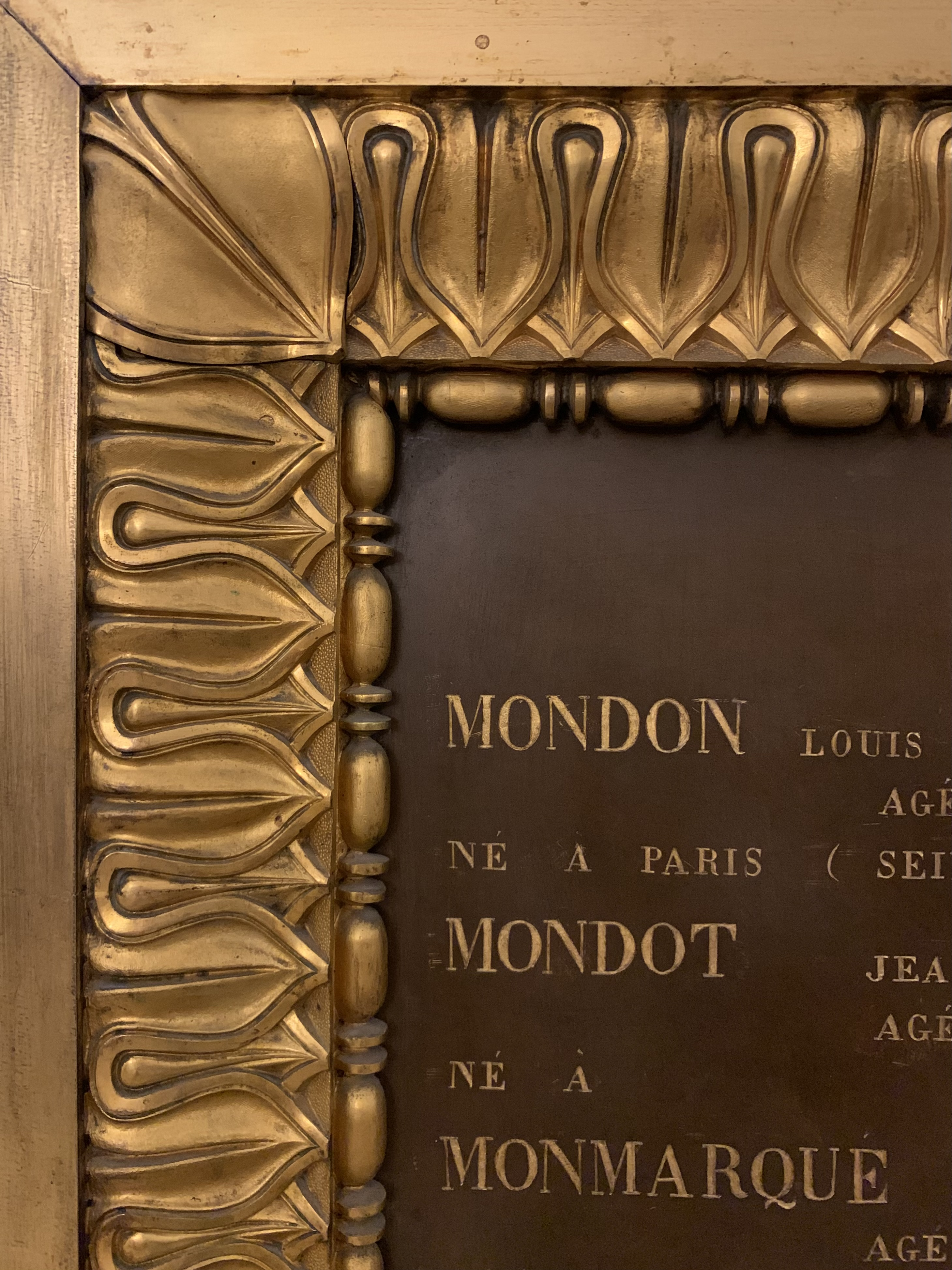
گچ‌بری برگ و پیکانی نئوکلاسیک در زیر پانتئون، پاریس، معمار نامعلوم، تاریخ نامعلوم
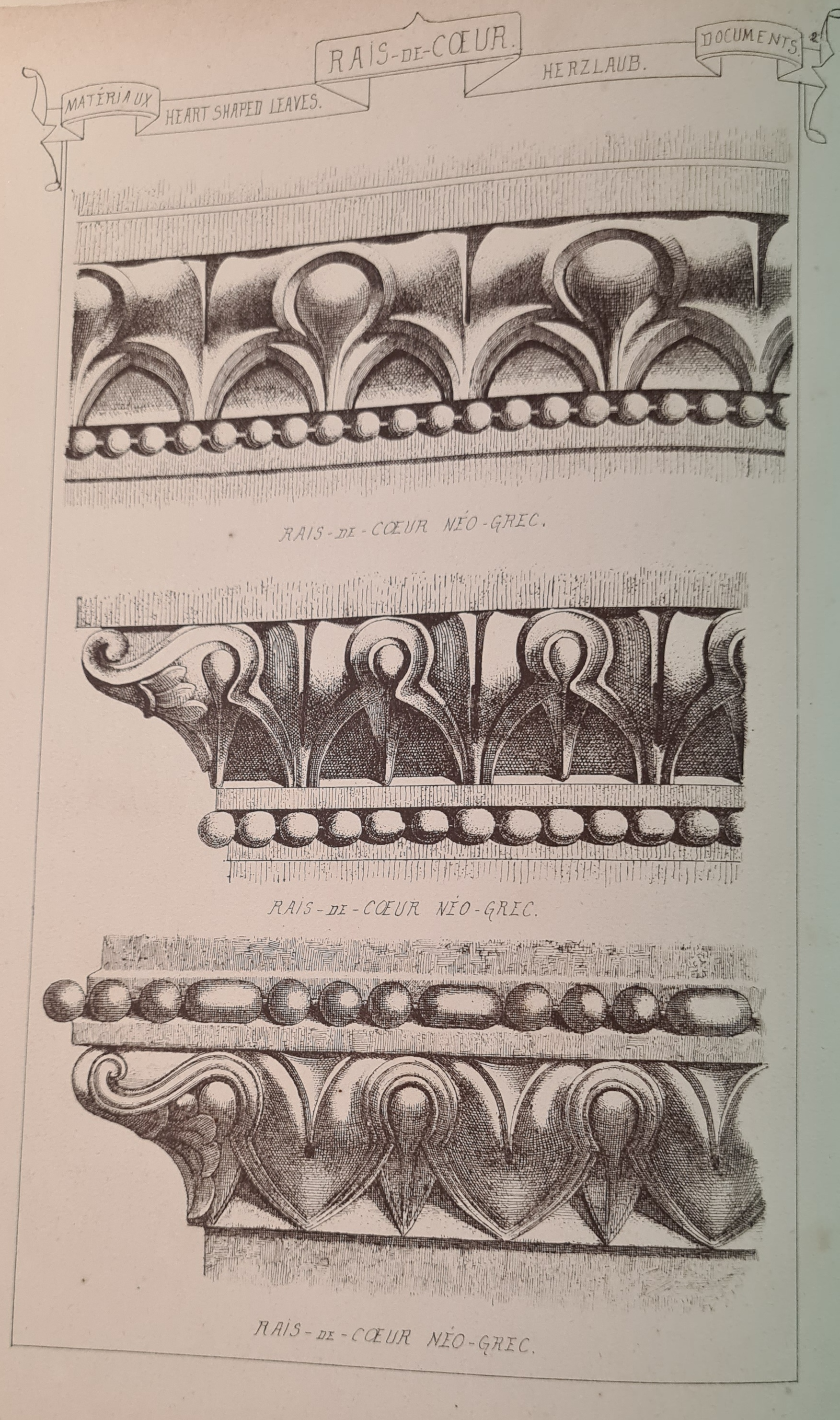
گچ‌بری برگ و پیکانی یونانی احیا شده، تصویرسازی از مواد و اسناد معماری و مجسمه‌سازی، توسط R. Raguenet، قرن ۱۹